# نهسک
نهسک، روستایی از توابع بخش قلندرآباد شهرستان فریمان در استان خراسان رضوی ایران است. مردم این روستا صد در صد تشیع و به کار کشاورزی و دامداری اشتغال دارند. دارای قنات با آب بسیار گوارا که از بالای اولنگ روستا سرچشمه میگیرد همچنین تعدادی چشمه.جمعیت در سال۱۴۰۲ ۴۷ خانوار است.

## جمعیت
این روستا در دهستان قلندرآباد قرار دارد و براساس سرشماری مرکز آمار ایران در سال ۱۳۸۵، جمعیت آن ۱۲۱ نفر (۲۸خانوار) بوده‌است.در سال ۱۴۰۲  چهل دو خانوار هستند.